# MH-1A

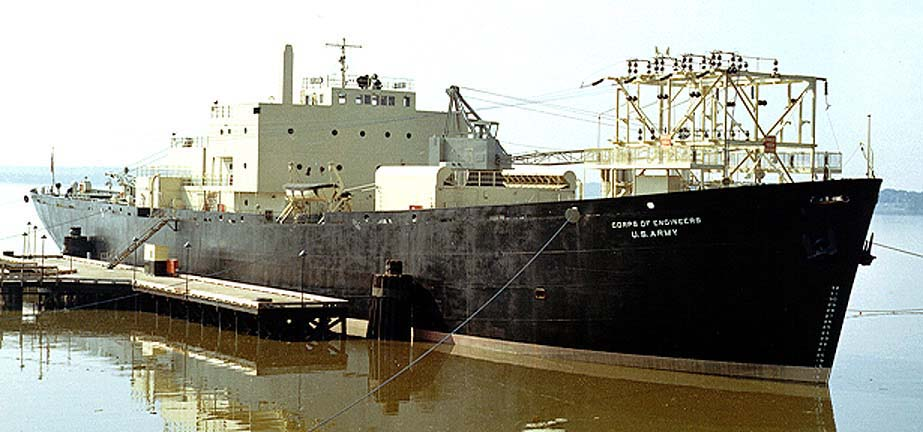
Первая в мире плавучая атомная электростанция MH-1A

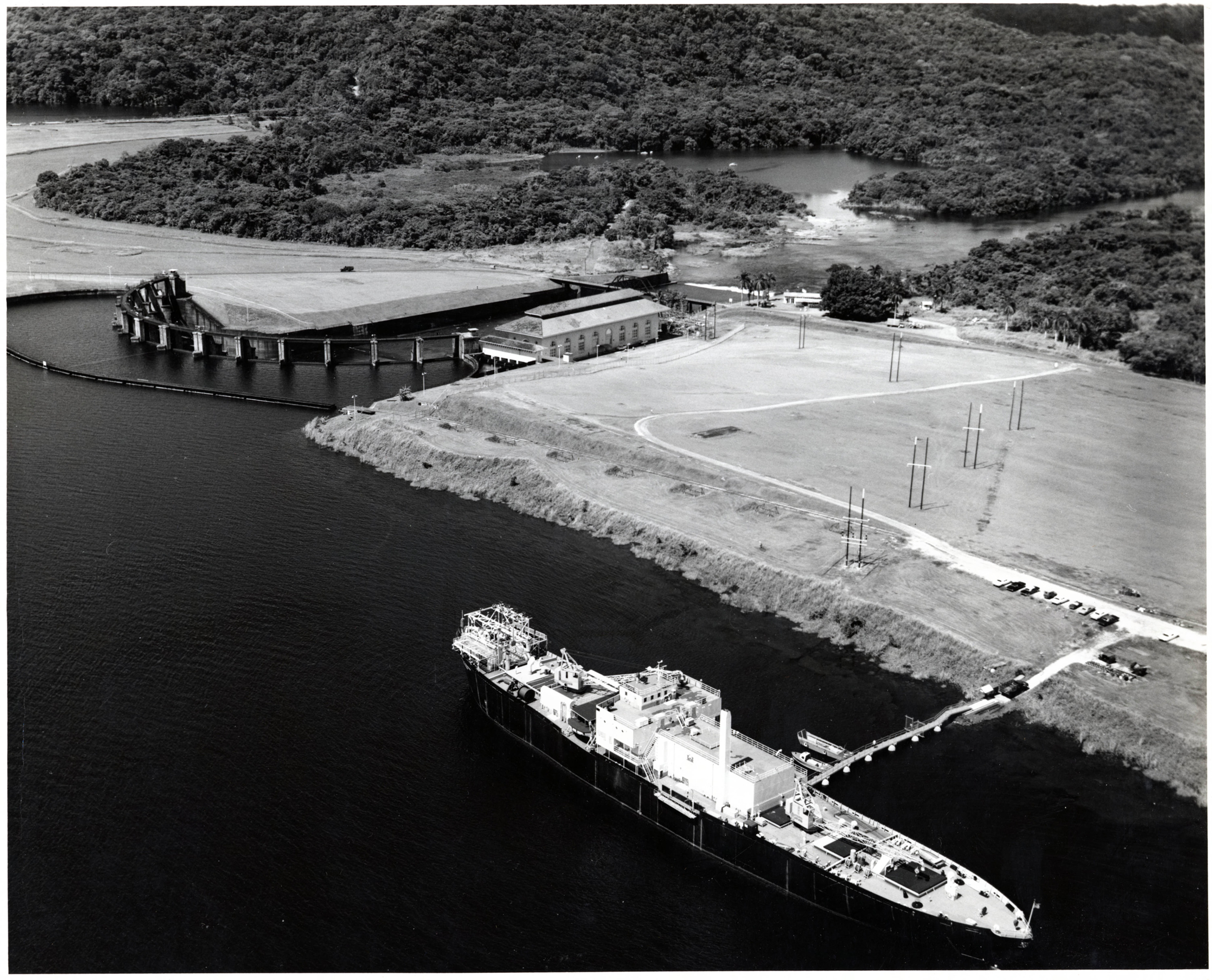
Sturgis (MH-1A), пришвартованный в зоне панамского канала

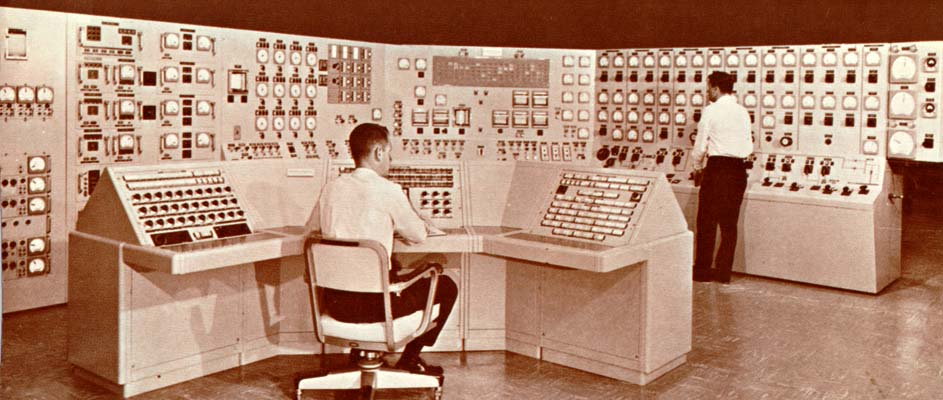
Симулятор пульта управления MH-1A

Sturgis (MH-1A) — первая в мире плавучая атомная электростанция. Смонтированный на переоборудованной из транспорта типа «Liberty» барже Sturgis, водо-водяной реактор MH-1A был частью серии реакторов в рамках ядерно-энергетической программы армии США, целью которой было разработать небольшие ядерные реакторы для выработки электрической и тепловой энергии преимущественно на удаленных, относительно труднодоступных объектах. Реактор АЭС впервые запущен в 1967 году и выведен из эксплуатации в 1976—1977 годах, реактор и баржа разобраны и утилизированы к 2019 году.
MH-1A работала в зоне Панамского канала с 1968 по 1975 год.

## Конструкция
MH-1A представлял собой одноконтурный водо-водяной реактор с водой под давлением, использовавший в качестве топлива низкообогащённый уран (от 4 % до 7 % 235U). Мощность реактора составляла 10 МВт.
Реактор был смонтирован переоборудованном в несамоходную баржу транспорте типа Liberty, номер корпуса 3145, до того называвшимся SS Charles S. Cugl. Реконструированное судно получило название Sturgis в честь вышедшего в отставку по состоянию здоровья руководителя Корпуса инженеров генерал-лейтенанта Сэмюэла Дэвиса Стёрджиса (англ. Samuel D. Sturgis, внук Сэмюэла Дэвиса Стёрджиса).
Sturgis был спроектирован как буксируемое судно, поскольку предполагалось, что он будет оставаться на якоре большую часть своего срока службы, что делало неэкономичным сохранение собственной силовой установки корабля. У судна-донора  была удалена силовая установка, а средняя часть была вырезана и заменена на новую конструкцию, которая содержала в себе ядерный реактор, основное оборудование первого и второго контуров охлаждения и электрическое оборудование.
Ядерный реактор был расположен в центре судна, чтобы защитить его от «потенциально катастрофических ударов», которые могут произойти при посадке судна на мель или столкновении с другим большим судном и последующем затоплении баржи. Реактор был заключён в защитную оболочку, состоящую из свинцовой сферы, окружённой железобетоном. Новая средняя часть судна оказалась примерно на 2,5 метра (8 футов) шире оригинальной конструкции, что потребовало изменить геометрию носовой и кормовой частей судна. Также на судне были сделаны отсеки с морской, пресной водой и другим балластом, чтобы обеспечить расстояние не менее 2 метров (7 футов) между реактором и палубой.
Для обучения персонала в форте Белвуар был установлен симулятор MH-1A с аналоговым компьютером.

## Постройка
Реактор был построен для армии США корпорацией Martin Marietta по контракту на сумму 17 200 000 долларов, заключённому в августе 1961 года. Строительство началось в 1963 году.
Форт Бельвуар, штат Вирджиния, был штабом Инженерного корпуса армии США, а с 1954 года — и недавно созданного армейского реакторного отделения корпуса. Это подразделение было создано Министерством обороны США для разработки компактных атомных электростанций, которые можно было бы использовать для снабжения теплом и электроэнергией в удаленных местах. Первый армейский ядерный энергетический реактор SM-1 был построен в Форт-Бельвуар в 1955—1957 годах компанией American Locomotive Company (ALCO). Он был расположен в юго-восточном «углу» поста, рядом с бухтой Ганстон, у реки Потомак . Реактор SM-1, также известный как армейская пакетная реакторная программа, использовался для обучения персонала ядерных операций для всех трех видов вооруженных сил. По этой причине MH-1A был установлен и испытан на борту Sturgis, когда баржа была пришвартована в бухте Ганстон, недалеко от объекта SM-1.
Углубление канала между основным течением реки Потомак и береговой линией бухты Ганстон началось 30 ноября 1964 года. В то же время началось строительство подъездной дороги, линий электропередач и пирса чуть ниже реакторной установки СМ-1. Sturgis был отбуксирован из Мобила, штат Алабама на новый пирс бухты Ганстон 22 апреля 1966 года. Реактор MH-1A впервые был запущен 24 января 1967 года и был официально принят в эксплуатацию армией США 25 июля 1967 года. Sturgis оставался у пирса еще 11 месяцев, снабжая электроэнергией форт Белвуар, в то время как Инженерный корпус искал подходящее постоянное место работы. В качестве одного из вариантов рассматривалась отправка во Вьетнам, однако от него отказались. Весной 1968 года Государственный департамент США вступил в переговоры с компанией Панамского канала, и по их результатам Sturgis был отбуксирован из бухты Ганстон в конце июля 1968 года и прибыл на озеро Гатун 7 августа.

## Эксплуатация, 1968—1976 гг
После пятимесячных испытаний в форте Бельвуар, начиная с января 1967 года, Sturgis был отбуксирован в зону Панамского канала. Реактор поставлял электроэнергию в зону Панамского канала с октября 1968 по 1976 год.
Нехватка воды в начале 1968 года поставила под угрозу как эффективную работу шлюзов Панамского канала, так и производство гидроэлектроэнергии в зоне канала. Для работы шлюзов требовалось огромное количество воды, а уровень воды в озере Гатун резко упал во время засушливого сезона с декабря по май, что потребовало прекращения работы Гатунской ГЭС.
Корабль был пришвартован в озере Гатун, между шлюзами Гатун и водосливом плотины Чагрес. Начиная с октября 1968 года электроэнергия мощностью 10 МВт, вырабатываемая реактором MH-1A на борту Sturgis, позволила заменить мощности Гатунской ГЭС, и высвободить воду озера для использования в судоходстве. Кроме того, в ноябре 1968 года в зону канала была доставлена баржа-электростанция Эндрю Дж. Вебер с дизель-генератором мощностью 20 МВт. Эти две баржи не только способствовали удовлетворению потребностей зоны канала в электроэнергии, но и позволили сохранить огромное количество воды, которая в противном случае была бы необходима для эксплуатации гидроэлектростанции. По оценкам Инженерного корпуса, в период с октября 1968 года по октябрь 1972 года было сэкономлено (или, скорее, высвобождено) около четырёх триллионов галлонов — этого было достаточно, чтобы позволить проходить через шлюзы канала пятнадцати дополнительным судам каждый день.
Согласно отчёту Инженерного корпуса за 1969 год, после одного года работы в зоне канала реактор MH-1A пришлось перезарядить, и этот процесс занял одну неделю (17-25 октября 1969 года). Согласно отчету Федерации американских ученых за 2001 год, реактор MH-1A за время эксплуатации имел в общей сложности пять перезарядок. В нем использовался низкообогащённый уран в диапазоне от 4 до 7 %, при этом общее количество поставленного урана-235 составило 541,4 кг.
В конечном итоге Sturgis был заменён двумя турбинами Hitachi мощностью 21 МВт, одна из которых была смонтирована на тихоокеанской стороне перешейка, а другая на атлантической стороне.

## Вывод из эксплуатации и утилизация

### Деактивация и консервация на Джеймс-Ривер, (1976—1977)
Реактор MH-1A был выведен из эксплуатации в 1976 году, поскольку программа армейских реакторов была прекращена, и, кроме того, так как это был уникальный прототип, эксплуатационные расходы были неоправданно высокими. Кроме того, компания Панамского канала приобрела дополнительные наземные электрические мощности, и в 1976 году было установлено, что Sturgis больше не нужен. Он работал с эффективным годовым коэффициентом мощности 0,56 в течение девяти лет.
В период с декабря 1976 года по январь 1977 года баржа была отбуксирована обратно в Соединённые Штаты. При буксировке она получила серьёзные повреждения в результате попадания в шторм, так что ее пришлось направить на военный морской терминал Санни-Пойнт в Северной Каролине, и провести временный ремонт. После ремонта Sturgis был отбуксирован в Форт-Бельвуар и прибыл туда в марте 1977 года. В Форт-Бельвуар из реактора удалили топливо и и отправили его на площадку Саванна-Ривер, а реактор был переведен в SAFSTOR (безопасное хранение) с дезактивацией и физическими барьерами для предотвращения выброса радиации. Затем Sturgis был пришвартован на реке Джеймс у форта Юстис, штат Вирджиния, и стал частью резервного флота Джеймс-Ривер.

### Демонтаж и утилизация (2014—2019)
27 марта 2014 года Инженерный корпус армии США заключил с компанией Chicago Bridge & Iron (CB&I) контракт на сумму 34 663 325,34 долларов США на вывод из эксплуатации, демонтаж и утилизацию ядерного реактора MH-1A, установленного на барже Sturgis. Реактор к этому времени уже был освобождён от топлива, дезактивирован и опломбирован. Согласно плану вывода из эксплуатации, Sturgis был переведён в Галвестон (штат Техас), где CB&I удалила остаточные радиоактивные отходы. После этого оставшиеся части баржи были перевезены в Браунсвилл (штат Техас), для утилизации или переработки в металлолом с использованием стандартных методов разборки судов — по состоянию на 2014 год предполагалось, что весь процесс будет завершён менее чем за четыре года. Переезд в Галвестон, первоначально запланированный на сентябрь 2014 года, был отложен в ожидании выдачи городом разрешения на вывод из эксплуатации. Армия начала перемещение в апреле 2015 года. Баржа прибыла в Браунсвилл 26 сентября 2018 года и была демонтирована к марту 2019 года.